# 亚洲侧花海葵
亚洲侧花海葵（学名：Anthopleura asiatica）为海葵科侧花海葵属的动物。分布于太平洋沿海以及沿海等，多固着在沿海高潮线岩石上的水坑内。